# Filippo De Filippi (1814–1867)

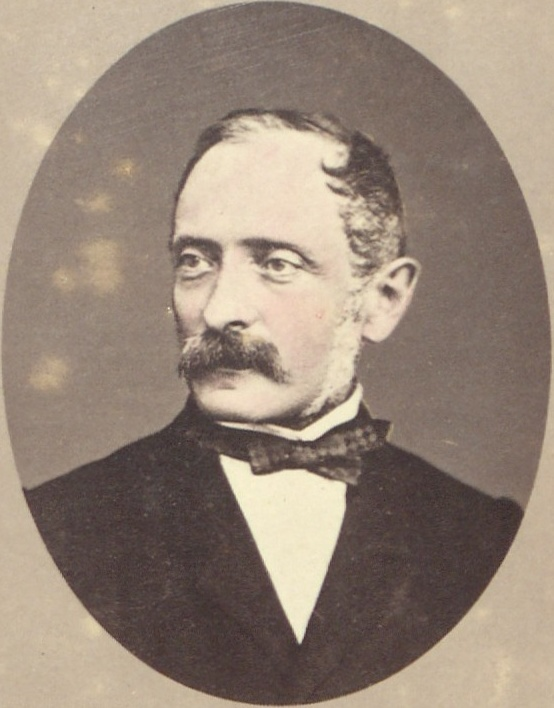
Filippo De Filippi

Filippo de Filippi (ur. 20 kwietnia 1814 w Padwie, zm. 9 lutego 1867 w Hongkongu) – włoski lekarz, podróżnik i zoolog. Był następcą Giuseppe Gené na katedrze zoologii i anatomii porównawczej na Uniwersytecie w Turynie. Zmarł na cholerę biorąc udział w wyprawie Vittorio Arminjona statkiem Magenta.